# Coinsins
Coinsins est une commune suisse du canton de Vaud, située dans le district de Nyon.

## Population

### Gentilé et surnom
Les habitants de la commune se nomment les Coinsinois.
Ils sont surnommés les Gremillettes (lè Gremelyetta en patois vaudois), soit les Petits-Lézards.

## Administration communale
L'administration communale se trouve au 11B, Route de la Tourbière, Coinsins (VD).

## Points d'intérêt
La commune compte sur son territoire :
- un château du XVIIIe siècle[5]
- l'Auberge de la Réunion[6] depuis 1862[7]
- le Bois de Chêne[8]

## Sources
- Fonds : Château de Coinsins (1400-2000) [archives, bibliothèque de 260 titres pour 475 volumes, 127 partions musicales imprimées, 24 mètres linéaires].  Cote : CH-000053-1 PP 530. Archives cantonales vaudoises (présentation en ligne).